# Ramu Yalamanchi
Ramu Yalamanchi est le fondateur et l'actuel président-directeur général de hi5 Networks, Inc, compagnie gérant le site web de réseautage social hi5.
Il est titulaire d'un baccalauréat ès sciences en informatique, de l'université de l'Illinois à Urbana-Champaign.